# Phil Medley
Phil Medley (9 april 1916 - New York, 3 oktober 1997) was een Amerikaans songwriter. De grootste hit die hij heeft voortgebracht is Twist and shout. Zijn werk werd tientallen malen gecoverd en uitgevoerd door artiesten als The Beatles, Cliff Richard, Jermaine Jackson en Dianne Reeves. Zijn composities worden ook nog in de 21e eeuw opnieuw uitgebracht.

## Biografie
Medley schreef nummers alleen en componeerde ook met anderen, zoals met Bert Russell (Berns), William Stanford, Victor Abrams en Bob Elgin. Zijn nummers zijn door tal van artiesten uitgebracht en werden daarna nog vele malen gecoverd.
Het nummer If I didn't have a dime to play the juke-box, dat hij samen met Russell schreef en in 1962 werd uitgebracht door Gene Pitney, was het eerste nummer dat de Nederlandse palingsoundband The Cats op single uitbracht. Van het nummer Twist and shout verschenen bij elkaar meer dan 60 covers.
Medley is een oom van de zangers Sharon Brown. Hij overleed in 1997 op 81-jarige leeftijd als gevolg van kanker.

## Werk
Tientallen nummers bereikten de Amerikaanse en Britse hitparades en door tientallen artiesten gecoverd. Hieronder volgt een kleine selectie zijn werk. 
| Nummer                                       | Schrijver                        | Uitgevoerd door                                                                             |
| -------------------------------------------- | -------------------------------- | ------------------------------------------------------------------------------------------- |
| TV is the thing (this year)                  | Phil Medley met William Stanford | Dinah Washington (1953), Dianne Reeves (2005), e.a.                                         |
| Working after school                         | Phil Medley met Victor Abrams    | Mike Leeds (1960) en Cliff Richard & The Shadows (1960)                                     |
| A million to one                             | Phil Medley                      | Jimmy Charles (1960), Donny Osmond (1973), Jermaine Jackson (1973), e.a.                    |
| Twist and shout                              | Phil Medley met Bert Russell     | The Top Notes (1961), The Isley Brothers (1962), The Beatles (1964), The Vamps (2014), e.a. |
| If I didn't have a dime to play the juke-box | Phil Medley met Bert Russell     | Gene Pitney (1962), The Cats (1965), Albert West (1981), Daniel O'Donnell (2013), e.a.      |

- Bibsys: 8081010
- International Standard Name Identifier: 0000 0000 0727 0362
- Library of Congress Control Number: no98049200
- MusicBrainz: 718cd7af-a94a-42e6-a10e-5b12db6e6dc7
- Bibliotheek van het Japanse parlement: 001162301
- Nationale Bibliotheek van Tsjechië: xx0203808
- Nationale Bibliotheek van Israël: 987007343126505171
- Virtual International Authority File: 307477841
- WorldCat: E39PBJxRC7Dbx7Tr4KbxvMWbh3